# Partners: The Movie IV
Pour plus de détails, voir Fiche technique et Distribution.
Partners : The Movie IV (相棒 劇場版IV, Aibō : Gekijō-ban IV) est un film japonais réalisé par Hajime Hashimoto, sorti le 11 février 2017.
Il s'agit du 4e film tiré de la série TV policière Aibō (en).

## Synopsis
Une mystérieuse organisation du crime international exige une rançon de 900 millions de yens au gouvernement japonais pour la libération d'otages. Le groupe cible alors une parade de victoire sportive pour commettre une attaque.

## Distribution
- Yutaka Mizutani : Ukyo Sugishita
- Takashi Sorimachi : Wataru Kaburagi
- Kazuki Kitamura : l'homme en noir
- Mayu Yamaguchi : Erika Sagisawa
- Takeshi Kaga : Maku Ryu